# Jan Mayen
Jan Mayen – wyspa wulkaniczna w Arktyce, ok. 500 km na wschód od Grenlandii; oblewają ją wody Oceanu Arktycznego: Morze Grenlandzkie od północy, Cieśnina Duńska od zachodu i Morze Norweskie od południa i wschodu. Od 1930 r. administracyjnie przynależy do Norwegii.
Powierzchnia 377 km². Większość obszaru zajmują tereny wyżynne i górskie (najwyższy szczyt – czynny wulkan Beerenberg – 2277 m n.p.m., drugi co do wysokości w Europie; ostatnia erupcja 1985), liczne lodowce. Strefa klimatu polarnego, występuje roślinność tundrowa. Liczne kolonie ptaków i fok.
Wyspa nie ma stałych mieszkańców, z wyjątkiem obsługi stacji radiowej i meteorologicznej w Olonkinbyen (ok. 18 osób).

## Historia
Wyspa została odkryta przez Henry’ego Hudsona w 1607, oficjalnie przez Holendra Jana Mayena w 1614 roku. W późniejszych latach stanowiła bazę holenderskich wielorybników. Sezonowo przebywało na niej do 1000 osób. Opuszczona w związku z wytępieniem wielorybów żyjących w okolicznych wodach, od połowy XVII wieku była zapomnianym skrawkiem lądu, kilkakrotnie tylko odwiedzanym przez statki.
W związku z ogłoszeniem pierwszego Międzynarodowego Roku Polarnego 1882/83, austro-węgierska ekspedycja spędziła na Jan Mayen cały rok, prowadząc badania i kartując powierzchnię wyspy.
Na początku XX w. pojawiali się na niej norwescy myśliwi, polujący na lisy i niedźwiedzie polarne, jednak przetrzebienie ich populacji i skrajnie trudne warunki życia szybko zmusiły ich do opuszczenia wyspy. W 1921 powstała tu norweska stacja meteorologiczna, zaś w 1930 uznano ją za część terytorium Norwegii.

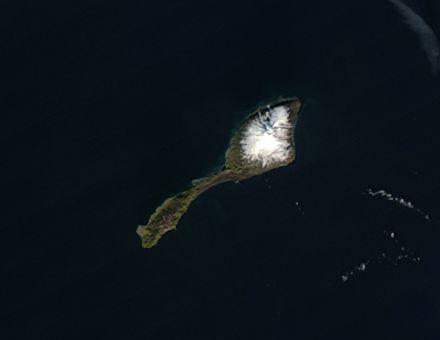
Zdjęcie satelitarne Jan Mayen

W czasie II wojny światowej wyspa, w przeciwieństwie do reszty kraju, nie dostała się pod okupację niemiecką. W 1941 stacja meteorologiczna wznowiła, przerwaną rok wcześniej, działalność. W 1943 Amerykanie wybudowali w północnej części wyspy stację radiolokacyjną. W okresie powojennym, aż do 1959 aktywność ludzka na wyspie ograniczała się do obserwacji meteorologicznych, powstała również stacja radiowa, utrzymująca kontakt ze statkami rybackimi. W 1959 podjęto decyzję o lokalizacji na Jan Mayen stacji systemu radionawigacyjnego LORAN (Long Range Navigation) dla potrzeb NATO.
19 listopada 2010 królewskim dekretem norweskiego Ministerstwa Środowiska wyspa Jan Mayen wraz z wodami przybrzeżnymi w promieniu 12 mil morskich została przekształcona w rezerwat przyrody. Powołany rezerwat ma na celu ochronę unikalnej przyrody wyspy, jak również służyć ochronie wód przybrzeżnych przed ewentualną eksploatacją złóż roponośnych mogących zniszczyć jej naturalne środowisko. Zmiana statusu wyspy wiąże się również z ograniczeniem ruchu turystycznego. Z rezerwatu został wyłączony jedynie obszar pasa startowego jedynego na Jan Mayen lotniska oraz obszaru stacji meteorologicznej.

## Geografia
Wyspa leży pomiędzy Morzem Grenlandzkim, a Morzem Norweskim, na północny wschód od Islandii. Jest wyspą wulkaniczną, częściowo porośniętą mchami i trawami. Jest niewiele większa od Krakowa (327 km²) i częściowo zlodowacona. Najwyższym punktem w Jan Mayen jest szczyt wulkaniczny – Beerenberg, znany też jako Haakon VII Toppen (2 277 m nad poziomem morza). Wulkan ten budził się w 1970 roku, a ostatnia erupcja odbyła się w 1985 roku.
Pierwszego polskiego wejścia na Beerenberg dokonali w 2003 Piotr Kuźniar i Bogusław Cenian.

## Ustrój polityczny
Wyspa Jan Mayen należy do terytorium Norwegii. Od sierpnia 1994 roku administrowana jest z Oslo za pośrednictwem gubernatora prowincji Nordland, w praktyce władzę przekazano komendantowi stacji wojskowych służb łączności.

## Gospodarka
Jedynym zasobem nadającym się do eksploatacji na Jan Mayen jest żwir z okolic Trongskaret. Poza tym działalność ludzka ogranicza się do obsługi norweskiej stacji radiowej i meteorologicznej.